# SebastiAn
SebastiAn (nascido Sebastian Akchoté) é um artista francês associado à Ed Banger Records. Trabalhou como artista solo de música eletrônica e como remixador para algumas bandas e cantores como Daft Punk, Charlotte Gainsbourg, Beastie Boys, Bloc Party e Nero. 

## Discografia

### Álbuns de estúdio
- A Fine Selection of Remixes (2008)
- Notre Jour Viendra (2010)
- Total (2011)
- Thirst (2019)
- Tropic (2023)
- Saint Laurent Shows (2024)

### EPs
- HAL (2005)
- Smoking Kills (?) (2005)
- Ross Ross Ross (2006)
- Walkman 2 (2007)
- Motor (2008)
- Incorporar (2011)

### Compilações
- - Ross Ross Ross / Productions & Remixes (2008)

- - Remixes (2008)

- - Our Day Will Come OST (2011)